# Vejen mod Lyset
Vejen mod Lyset er en amerikansk stumfilm fra 1920 af D. W. Griffith.

## Medvirkende
- Lillian Gish som Anna Moore
- Richard Barthelmess som David Bartlett
- Lowell Sherman som Lennox Sanderson
- Burr McIntosh som Squire Bartlett
- Kate Bruce
- Mary Hay som Kate
- Creighton Hale
- Emily Fitzroy som Maria Poole
- Porter Strong som Seth Holcomb
- Edgar Nelson som Hi Holler
- Mrs. Morgan Belmont som Diana Tremont
- Vivia Ogden som Martha Perkins
- George Neville